# Norvellina saminai
Norvellina saminai är en insektsart som beskrevs av Ghauri 1987. Norvellina saminai ingår i släktet Norvellina och familjen dvärgstritar. Inga underarter finns listade i Catalogue of Life.